# Médaille pour le Sauvetage de la noyade
La Médaille pour le Sauvetage de la noyade (en russe: Меда́ль «За́ спасе́ние утопа́ющих») était une décoration honorifique civile en URSS, puis en fédération de Russie, pour récompenser l'acte de bravoure lors d'un sauvetage aquatique, ainsi que pour la préventions d'accidents de noyade. La médaille est le plus souvent obtenue à titre personnel. Elle est remise aussi bien aux citoyens de l'URSS qu'aux étrangers. L'auteur du design est A. Chebalkov.

## Histoire
La décoration est instituée par le Soviet suprême de l'Union soviétique le 16 février 1957. Le 2 mars 1992, l'ukase du Soviet suprême de la fédération de Russie no 2424-1 laisse la médaille dans le système des décorations de la fédération de Russie. La médaille est remise de 1992 à 1995, avant d'être remplacée par l'ukase no 442 du 2 mars 1994 par la médaille pour le Sauvetage des personnes en péril (Медаль «За спасение погибавших»).

## Description

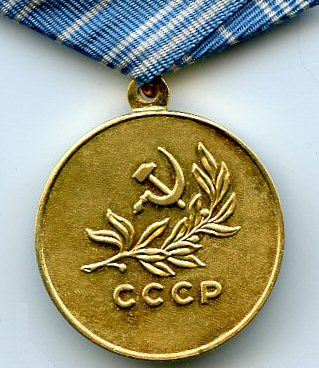
Médaille pour le Sauvetage de la noyade (revers)

Médaille en laiton de forme ronde de 32 mm de diamètre. Sur l'avers se trouve le relief d'un sauveteur remorquant une victime. La composition est entourée de légende gravée circulairement sur le bord Pour le sauvetage de la noyade. Au verso, le symbole de Faucille et marteau sous lequel une branche d'olivier et l'inscription URSS. Une maille relie la médaille au ruban de soie moirée de couleur bleue de 24 mm de large avec rayures blanches de 2 mm, trois sur le bord et une au centre. Sur le revers du ruban une épingle est fixée afin de maintenir la décoration au vêtement.

## Port de la médaille
La décoration se porte épinglée sur le côté gauche du vêtement.